# Саброза
 Тази статия е за града в Португалия.  За общината вижте Саброза (община).  
Сабро̀за (на португалски: Sabrosa) е град в провинция Вила Реал, Северна Португалия. Намира се на 9 km северно от река Дуро. Населението му е 1166 души, а това на едноименната община – 6361 души (по данни от преброяването от 2011 г.).
Саброза е родното място на мореплавателя Фернандо Магелан (1480 – 1521).